# Vida Minha (canção de Filipa Sousa)
"Vida Minha" é uma canção da cantora Filipa Sousa, com composição de Andrej Babić. A canção venceu o Festival RTP da Canção 2012, sendo, assim, a representante de Portugal no Festival Eurovisão da Canção 2012.

## Faixas
1. "Vida Minha" (Versão estúdio)
2. "Vida Minha" (Versão Karaoke)
3. "Vida Minha" (Versão Instrumental)